# Blazice
Blazice (in tedesco Blasitz) è un comune della Repubblica Ceca facente parte del distretto di Kroměříž, nella regione di Zlín.